# Jardín Botánico de Staten Island

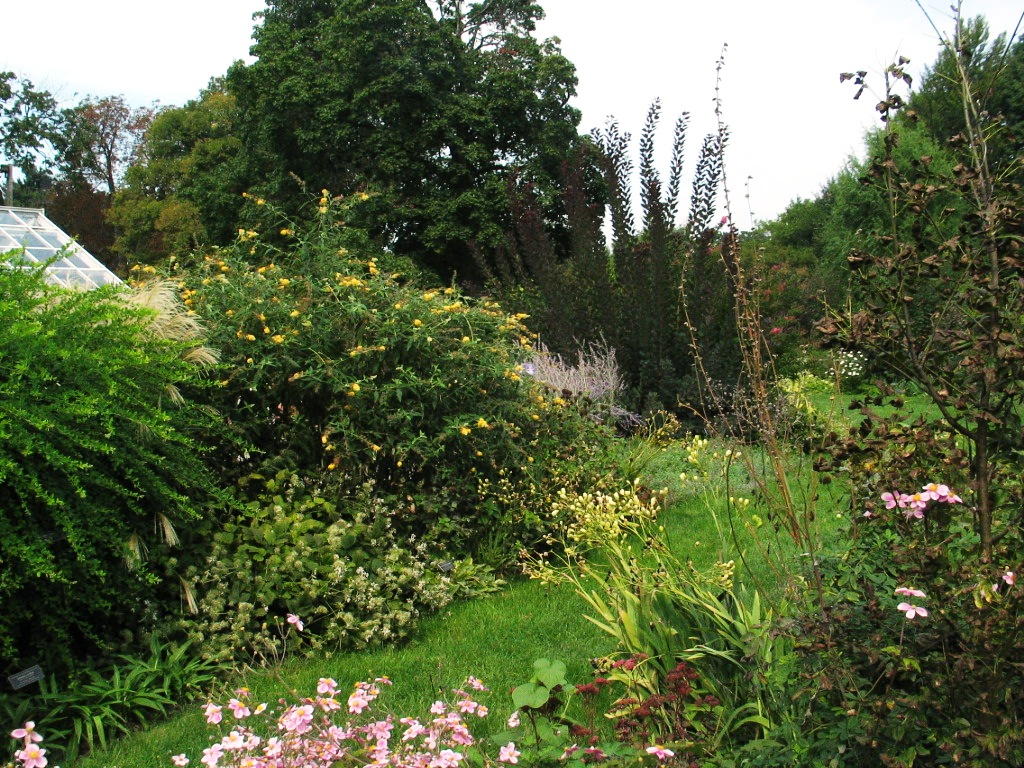
Vista del Snug Harbor Botanic Garden.

El Jardín Botánico Cutler (en inglés: Staten Island Botanical Garden también denominado como Snug Harbor Botanic Garden) es un jardín botánico de 3,5 acres (12,140 m²) que forma parte del Snug Harbor Cultural Center, se ubica en Staten Island, Nueva York, Estados Unidos. Su código de reconocimiento internacional como institución botánica, así como las siglas de su herbario es STATN.

## Localización
Se ubica en la orilla norte de Staten Island.
Staten Island Botanical Garden, 1000 Richmond Terrace Staten Island, Richmond County, Nueva York 10301 United States of America-Estados Unidos de América.40°38′31.56″N 74°6′13.68″O / 40.6421000, -74.1038000
Está abierto al público en los meses de verano. La entrada es libre de cargos.

## Historia
En el año 2005, estaba entre 406 instituciones artísticas y del servicio social de Nueva York, para recibir la parte de una concesión de $20 millones del Carnegie Corporation, que fue hecho posible gracias a una donación del alcalde de la ciudad de Nueva York  Michael Bloomberg.   

## Colecciones

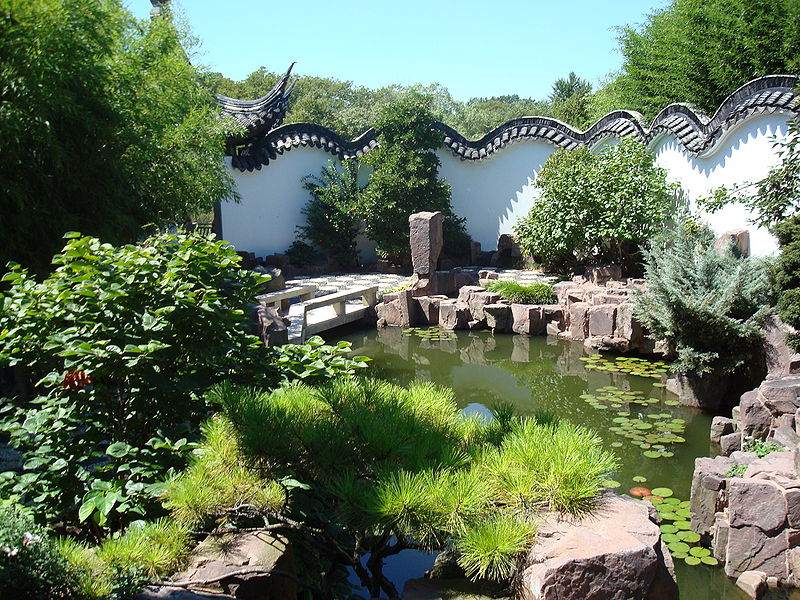
Vista del Chinese Scholar Garden.

Actualmente el jardín botánico de Staten Island alberga varios grandes jardines diferenciados, entre los que se incluyen:
- The White Garden (El jardín blanco), inspirado por el famoso jardín de Vita Sackville-West en Sissinghurst, en el condado de Kent, Inglaterra.
- Connie Gretz’s Secret Garden (Jardín Secreto de Connie Gretz), completado con un castillo, un laberinto y un jardín secreto encerrado en unos muros.
- The New York Chinese Scholar's Garden (Jardín Chino de los Escolares de Nueva York), creado en 1985, es un auténtico jardín chino, amurallado, en el estilo de los famosos jardines de Suzhou.